# Jean de Labadie

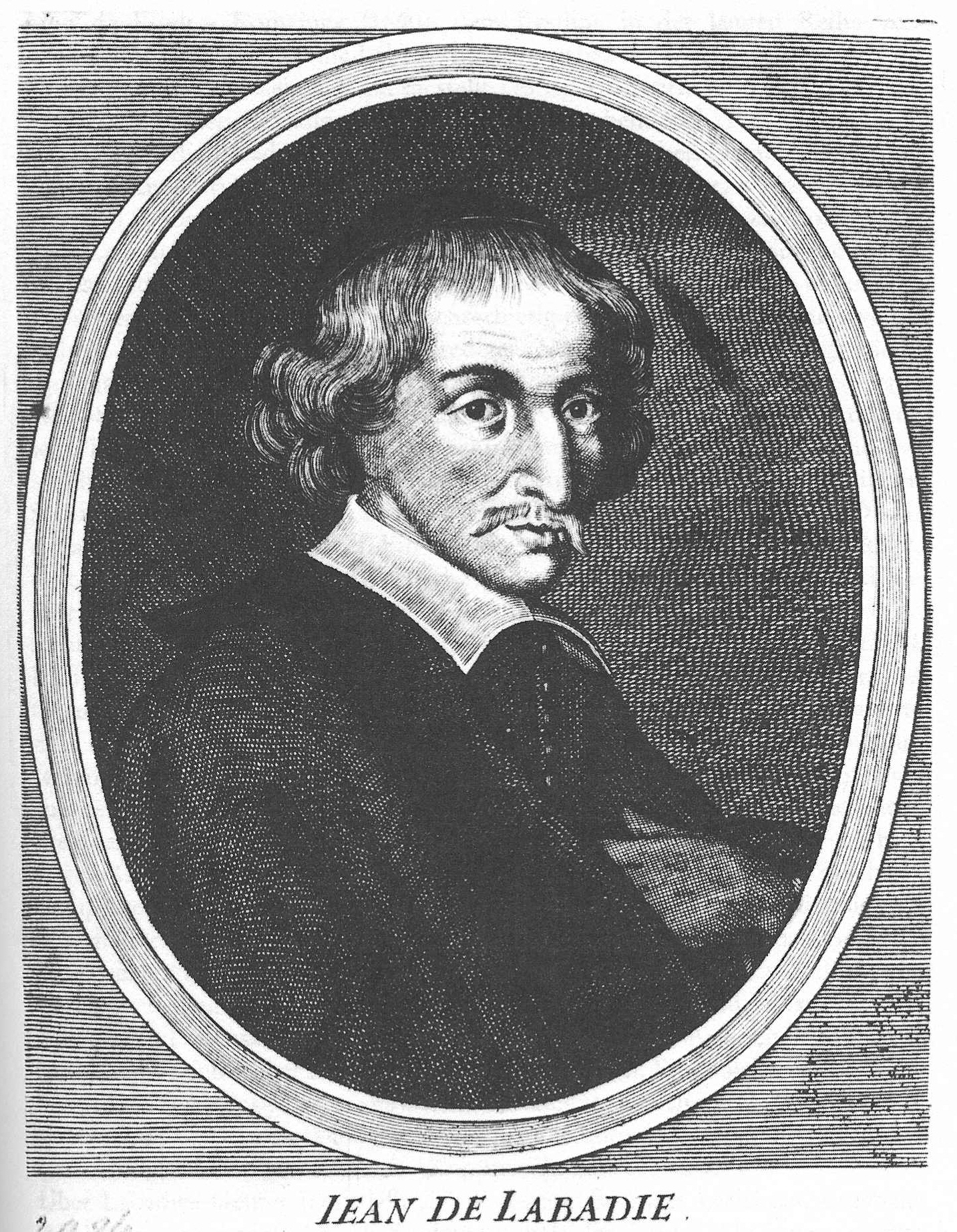
Jean de Labadie

Jean de Labadie (* 13. Februar 1610 bei Bourg bei Bordeaux; † 13. Februar 1674 in Altona) war ein mystischer Jesuit, konvertierte zur reformierten Kirche und wurde ein pietistischer Separatist.

## Leben und Lehre

### Frühe Jahre
Jean de Labadie studierte als junger Mann an französischen Jesuitenkollegien. Während seiner Studienzeit hatte er mystische Erfahrungen, die ihn überzeugten, eine wichtige Aufgabe im Dienst des Reiches Gottes zu haben. Er trat den Jesuiten bei und wurde zum Priester geweiht. 1639 verließ er den Orden, angeblich aus gesundheitlichen Gründen. Die nächsten zehn Jahre wirkte er als Wanderprediger.

### Genf
Am 16. Oktober 1650 trat er zur reformierten Kirche über. In Montauban wurde er 1652 als Prediger angestellt und arbeitete an der dortigen reformierten Akademie mit. Nachdem er von dort verbannt worden war, übernahm er das gleiche Amt 1657 in Orange und 1659 in Genf. Hier sammelte sich ein begeisterter Kreis von Anhängern um ihn. Er hielt Zusammenkünfte ab, ähnlich den Konventikeln der niederländischen Nadere Reformatie. Diesen Kreis betrachtete er als wahre Kirche, nach dem Vorbild des Urchristentums. Philipp Jakob Spener, der Begründer des Pietismus in den lutherischen Kirchen Deutschlands, besuchte seine Predigten und wurde von ihm beeinflusst. Sein prophetischer Anspruch und seine Abweichungen von der reformierten Orthodoxie, besonders seine chiliastischen Anschauungen erregten aber auch Widerspruch. Von seinen Bewunderern wurde Labadie als zweiter Calvin gefeiert. So versuchte man ihn in Genf zu halten, als er 1666 eine Berufung nach Middelburg in Zeeland zur Betreuung der wallonischen Gemeinde bekam. Labadie nahm diese Berufung jedoch an.

### Middelburg/Niederlande
Sein Ziel in Middelburg war das gleiche wie in Genf: innerhalb der bestehenden Kirche die wahre Kirche der Wiedergeborenen herzustellen. Auch in den Niederlanden hatte sein Wirken ein sehr unterschiedliches Echo. Während er an seiner neuen Wirkungsstätte viele Anhänger gewann, setzten sich andere Vertreter der Nadere Reformatie kritisch von ihm ab.
Durch seine Schriften konnte er seine Ideen weit verbreiten. Meist schrieb er auf Französisch. Seine Werke wurden ins Niederländische übersetzt, teilweise auch ins Deutsche. Für ein christliches Leben in der Nachfolge Jesu war ihm die Absage an die Welt besonders wichtig. Die Lehre vom Heiligen Geist bekam in seinen Gedanken eine zentrale Stellung, so auch in der Lehre von der Heiligen Schrift. Als sein Utrechter Kollege Louis Wolzogen eine sachlich-rationale Schriftinterpretation propagierte, protestierte Labadie heftig. Der Heilige Geist redet nach Wolzogen nur in der Heiligen Schrift. Labadies Auffassung, dass dieser auch außerhalb der Schrift rede, hielt er für schwärmerisch. Die Synode von Naarden stellte sich auf die Seite Wolzogens und suspendierte Labadie. 1669 wurde er endgültig abgesetzt und aus Furcht vor Unruhen des Landes verwiesen.

### Amsterdam
Mit seinen Anhängern fand de Labadie Aufnahme in Amsterdam, wo die Gruppe eine freie Hausgemeinde bildete. Seine Trennung von der reformierten Kirche entfremdete die Anhänger der Nadere Reformatie endgültig von Labadie.
Durch Vermittlung Anna Maria von Schürmanns, die sich de Labadie angeschlossen hatte, emigrierte er mit einer Gruppe seiner Anhänger 1670 nach Herford. Als Catherine Martini vom Gehilfen Labadies, Pierre Yvon (1646–1707), schwanger wurde, gab die Gruppe den bisher selbst von Eheleuten geforderten Zölibat auf. Labadie soll 1671 die attraktive Lucia (geb. van Aerssen, 1649–1707) geheiratet haben. Als ihn 1672 ein Edikt des Reichskammergerichts aus Herford vertrieb, ging er nach Bremen und endlich nach Altona, wo er 1674 starb.

## Die Labadisten
Seine Anhänger, die Labadisten, wichen zwar äußerlich kaum von der Lehre der reformierten Kirche ab, orientierten sich aber an einem katholisch-klösterlichen Lebensideal und lebten lange Zeit in Gütergemeinschaft von eigener Handarbeit.

### Schloss Waltha / Westfriesland
Nach dem Tod de Labadies 1674 kehrte die Gemeinschaft mit etwa 150 Mitgliedern wieder in die Niederlande zurück, wo sie in Schloss Waltha bei Wieuwerd in Westfriesland, das den drei Schwestern Anna, Maria und Lucia von Aerssen vererbt worden war, als „reformierte und von der Welt abgesonderte Gemeinde“ bis ins 18. Jahrhundert fortbestand. Ihre Zahl wuchs dort auf mehrere hundert an. Wichtiger Verteidiger der labadistischen Gemeinde und ihrer Theologie wurde Pierre Yvon, der 1695 die Witwe Labadies ehelichte.

Ab 1670 lebte auch Maria Sibylla Merian in der Gemeinschaft der Labadisten, verließ sie aber 1691 wegen der geringen Bildungsmöglichkeiten und befürchteter strenger Regulierung ihrer beiden Töchter. John Locke besuchte Merian am 21. August 1685, nur zugelassen zum Gespräch in einem Haus vor dem Schlosstor, worüber er im Tagebuch festhielt:
„Obschon ich glaube, dass sie ... Menschen sind, die ein sehr gutes und mustergültiges Leben führen, so erweckten doch der Ton, die Gebärden und Manier derjenigen, mit denen ich gesprochen habe, den Eindruck einer gewissen Aufgeblasenheit. Daneben schwingt in allen ihren Reden die Behauptung mit, sie seien reiner als gewöhnliche Menschen, und niemand befände sich wie sie auf dem geraden Weg in den Himmel. Das ganze mit einer Frömmelei, in der alles sogleich auf Gott bezogen wird ...“

### Auswanderung nach Amerika
Als die Zahl der Labadisten über 600 stieg, haben sich einige aus der Gemeinschaft zur Auswanderung in die Niederländischen Kolonien in Nordamerika entschlossen. Der aus dem Königreich Böhmen stammende Kaufmann Augustine Herman verkaufte ihnen über zwei Gesandte, Jasper Danckaerts und Peter Schlüter, 1683 etwa 15 km² Land in Bohemia Manor in Cecil County in Maryland. Das Geschäft wurde in New Netherland, dem späteren New York, abgeschlossen. Die Gruppe umfasste in Maryland maximal 200 Mitgliedern, der „Bischof“ Schlüter herrschte diktatorisch und vereinnahmte das Land für sich.
Ein anderes Projekt entstand in den Niederländischen Kolonien in Südamerika, in Suriname, wo Cornelis van Aerssen 1683 Gouverneur geworden war, dessen Schwestern Schloss Waltha gehörte. Lucia ging mit nach Suriname, begründete dort La Providence mit und teilte ihre exotischen Eindrücke von dort nach ihrer Rückkehr. Auf der Zuckerplantage wurden afrikanische Sklaven ausgebeutet, die deshalb zu fliehen versuchten. Beide Projekte scheiterten an den klimatischen Bedingungen und dem feindlichen Umfeld, der Besitz in Suriname ging vor 1700, der in Maryland vor 1720 wieder verloren.

## Werke
- Introduction à la piété dans les Mystères, Paroles et ceremonies de la Messe, Amiens, 1642.
- Odes sacrées sur le Très-adorable et auguste Mystère du S. Sacrement de l’Autel, Amiens, 1642.
- Traité de la Solitude chrestienne, ou la vie retirée du siècle, Paris, 1645.
- Déclaration de Jean de Labadie, cy-devant prestre, predicateur et chanoine d’Amiens, contenant les raisons qui l’ont obligé à quitter la communion de l’Église Romaine pour se ranger à celle de l’Église Réformée, Montauban, 1650.
- Lettre de Jean de Labadie à ses amis de la Communion Romaine touchant sa Declaration, Montauban, 1651.
- Les Elevations d’esprit à Dieu, ou Contemplations fort instruisantes sur les plus grands Mysteres de la Foy, Montauban, 1651.
- Les Entretiens d’esprit durant le jour; ou Reflexions importantes sur la vie humaine, ...sur le Christianisme,...sur le besoin de la Reformation de ses Moeurs, Montauban, 1651.
- Le Bon Usage de l’Eucharistie, Montauban, 1656.
- Practique des Oraisons, mentale et vocale... Montauban, 1656.
- Recueil de quelques Maximes importantes de Doctrine, de Conduite et de Pieté Chrestienne, Montauban, 1657 (puis Genève, 1659).
- Les Saintes Décades de Quatrains de Pieté Chretienne touchant à la connoissance de Dieu, son honneur, son amour et l’union de l’âme avec lui , Orange, 1658 (Genf, 1659, Amsterdam, 1671).
- La pratique de l’oraison et meditation Chretienne , Genf, 1660.
- Le Iûne religieus ou le moyen de le bien faire, Genf, 1665.
- Jugement charitable et juste sur l’état present des Juifs, Amsterdam 1667.
- Le Triomphe de l’Eucharistie, ou la vraye doctrine du St. Sacrement, avec les moyens d’y bien participer, Amsterdam, 1667.
- Le Héraut du Grand Roy Jesus, ou Eclaircissement de la doctrine de Jean de Labadie, pasteur, sur le Règne glorieux de Jésus-Christ et de ses saints en la terre aux derniers temps, Amsterdam, 1667.
- L’Idée d’un bon pasteur et d’une bonne Eglise, Amsterdam, 1667.
- Les Divins Herauts de la Penitence au Monde... Amsterdam, 1667.
- La Reformation de l’Eglise par le Pastorat, Middelburg, 1667.
- Le Veritable Exorcisme, Amsterdam, 1667.
- Le Discernement d’une Veritable Eglise suivant l’Écriture Sainte, Amsterdam, 1668.
- La Puissance eclesiastique bornée à l’Écriture et par Elle... Amsterdam, 1668.
- Manuel de Pieté, Middelburg 1668.
- Declaration Chrestienne et sincère de plusieurs Membres de l’Eglise de Dieu et de Jésus-Christ touchant les Justes Raisons et les Motifs qui les obligent à n’avoir point de Communion avec le synode dit Vualon, La Haye, 1669.
- Points fondamentaux de la vie vraimant Chretiene, Amsterdam 1670.
- Abrégé du Veritable Christianisme et Téoretique et pratique... Amsterdam, 1670.
- Le Chant Royal du Grand Roy Jésus, ou les Hymnes et Cantiques de l’Aigneau... Amsterdam, 1670.
- Receüil de diverses Chansons Spiritüeles, Amsterdam, 1670.
- L’Empire du S. Esprit sur les Ames... Amsterdam, 1671.
- Eclaircissement ou Declaration de la Foy et de la pureté des sentimens en la doctrine des Srs. Jean de Labadie, Pierre Yvon, Pierre Dulignon... Amsterdam, 1671.
- Veritas sui vindex, seu solemnis fidei declaratio... Herfordiae, 1672.
- Jesus revelé de nouveau... Altona, 1673.
- Fragmens de quelques poesies et sentimens d’esprit... Amsterdam, 1678.
- Poésies sacrées de l’amour divin, Amsterdam, 1680.
- Recueil de Cantiques spirituels, Amsterdam, 1680.
- Le Chretien regeneré ou nul, Amsterdam, 1685.